# Niels Møller Spandet
Niels Møller Spandet (født 11. februar 1788 på øen Alrø ved Horsens, død 9. november 1858 i København) var en dansk landsdommer og politiker.

## Juridisk karriere
Han var søn af sognepræst Niels Spandet (1751-1826) og Maren f. Møller (1748-1810). Han blev 1807 student fra Horsens Skole og tog 1811 juridisk eksamen med særligt godt udfald. Spandet blev kort efter volontør i Kancelliet og forfremmedes til underkancellist 1815 og kancellist 1819. Endelig blev han 1819 assessor i Landsoverretten og forblev i denne stilling til sin død; i de første to år måtte han dog gøre tjeneste i Københavns Politiret, og fra 1831 til 1845 var han desuden Kongens Foged. 1831 blev han justits- og 1840 etatsråd.

## Mødet med Grundtvig og muligheden for en anden livsbane
Allerede 1811 havde han mødt N.F.S. Grundtvig, da de begge boede på Valkendorfs Kollegium (Spandet fra 1809 til 1812), og var fra denne stund nøje knyttet både til hans person og til hans gerning. Han var således i januar 1814 villig til at følge Grundtvigs opfordring til studenterne om at drage ud i folket og søge at rejse det til alvorlig kamp for fædrelandet, og på den anden side havde Grundtvig så god tro til Spandet, at han 1815 udpegede ham for den norske professor Jørgen (Georg) Sverdrup som egnet til at være lærer i filosofi ved Christiania Universitet. Spandet afviste dog tilbuddet. Et par år tidligere havde professor Niels Treschow beklaget, at Spandet ikke havde givet sig dybere ind på retsvidenskabens studium, da han i så fald kunne have egnet sig til at blive juridisk professor i Christiania.

## Frisprog og offentlige kontroverser stopper Spandets karriere
Da der 1826 var faldet dom imod Grundtvig i den sag, som H.N. Clausen havde rejst imod Kirkens Gjenmæle, følte Spandet sig opfordret til offentlig at fralægge sig enhver del i denne dom, som han fandt uretfærdig, og skønt hans embedsfæller ikke havde haft noget derimod, fik rettens justitiarius dog pålæg om at meddele Spandet, at hans adfærd var upassende og blev misbilliget af kongen.
Spandet var på linje med Grundtvig og J.C. Lindberg i deres kamp for dåbens betydning, hvilket fremgik af, at han 1828 indgav en ansøgning om at måtte få sine børn døbte på ny efter ritualet, fordi hans sognepræst, Christian Frederik Brorson, i sin tid havde tilladt sig væsentlige udeladelser i dåbsformularen. Dette blev ikke tilladt ham, men det indskærpedes præsterne for fremtiden nøje at følge ritualet. Endvidere var Spandet 1831 med til at indgive en ansøgning om, at Grundtvig måtte danne en frimenighed, hvad i højere kredse blev anset for såre upassende af en mand i hans embedsstilling.
Året efter vakte Spandets virke på ny opsigt, og denne gang mistede myndighederne tålmodigheden med ham. Da Spandet som Kongens Foged i 1832 viste en overordentlig mildhed i at ordne afsoningen af nogle bøder, som litteraten J.K. Blok Tøxen var idømt, med sådant hensyn til hans helbred, at straffen blev næsten illusorisk, kostede det ham den videre løbebane som assessor i Højesteret, som han ellers kunne imødese. Spandet var dog uforfærdet, for han lod sig ikke påvirke mere deraf, end at han nogle år senere, i 1842, ligeledes på egen hånd og i største skynding, fortolkede Orla Lehmanns fængselsstraf efter reglerne for gældsfængsel for derved at undgå, at han måske blev overført til hårdere vilkår i Kastellet.

## Indtræden i landspolitik
Det omtumlede år 1848 førte også Spandet ind i det politiske liv. I august blev han medlem af Valgreformforeningens bestyrelse og tog del i Hippodrommøderne, og i oktober stillede han i Aalborg op til Den Grundlovgivende Rigsforsamling, dog uden at opnå valg. Derimod valgtes han 1849 til Folketinget i Sorø Amts 1. Kreds (Ringstedkredsen) og genvalgtes både ved valget i 1852 og ved omvalget i februar 1853, medens han trak sig tilbage i maj samme år, da han ikke længere følte sig hjemme hos gamle vælgere, Bondevennerne.

### Farvel til Bondevennerne og til Folketinget
I 1852 havde lederne af Bondevennerne nemlig sluttet sig til helstaten, hvorpå Spandet brød med dem og både stemte imod toldgrænsens flytning og sammen med mindretallet i sagen om fastlæggelsen af arvefølgen, der blev udmøntet i Tronfølgeloven. Han tog ikke megen del i forhandlingerne, men opfattede sit hverv med sådan alvor, at han aldrig gik glip af et eneste møde. Han nød også den største agtelse fra alle sider (var næsten uafbrudt en af viceformændene), skønt han som regel stemte med yderste venstre og særlig sammen med Grundtvig i spørgsmålet om pressens stilling.
Ved et lille forslag, han 1850 stillede sammen med Hans Egede Schack, gav han stødet til den senere Tyendelov, men mest opsigt, ja ligefrem forargelse vakte han ved sit lovforslag om trosfrihed 1850. Det sigtede til at fjerne al kirkelig tvang ved at tillade borgerligt ægteskab, fritage forældre for pligten til at lade deres børn døbe og give folk uden for de anerkendte trossamfund ret til at aflægge en højtidelig stadfæstelse i stedet for den sædvanlige ed. Forslag udløste en storm af protester rundt om i landet; der blev indsamlet underskrifter imod forslaget, og mange sad tilbage med en opfattelse, at Spandet, der var en alvorlig troende mand, havde villet omstyrte kirke og kristendom. Det gav dog stødet til loven af 1851 om tilladt borgerligt ægteskab for folk uden for Folkekirken eller af forskellige trossamfund samt senere til dåbstvangens afskaffelse.

### Indsats for kvindesagen
Spandet var fremdeles ordstyrer ved den store oppositionelle Grundlovsfest 1854 såvel som ved flere følgende og tog ligeledes del i deputationen til kongen sammen med fakkeltoget i december 1854 efter Ministeriet Ørsteds fald. Derimod søgte han ikke senere valg til Rigsdagen. Endelig fremsatte han 7. april 1855 i Fædrelandet det første udkast til at forbedre kvindernes retslige kår ved at give dem lige myndighed, arveret og næringsret osv. med mændene; også dette vakte straks nogen spot fra offentligheden, men forslaget blev dog næsten fuldstændigt gennemført to år senere af Orla Lehmann og Carl Simony.
Uden forudgående sygdom døde han 9. november 1858 og er begravet på Assistens Kirkegård. Han betegnedes af Grundtvig ved jordefærden som "en stille Fyrste", og han var også en grundhæderlig, retsindig og frisindet mand. Han havde 18. oktober 1822 ægtet Johanne Ipsen (født 15. september 1802, død 27. september 1872), datter af husmand Morten Ipsen i Rerslev ved Roskilde.